# Grand prix du jury de la Berlinale

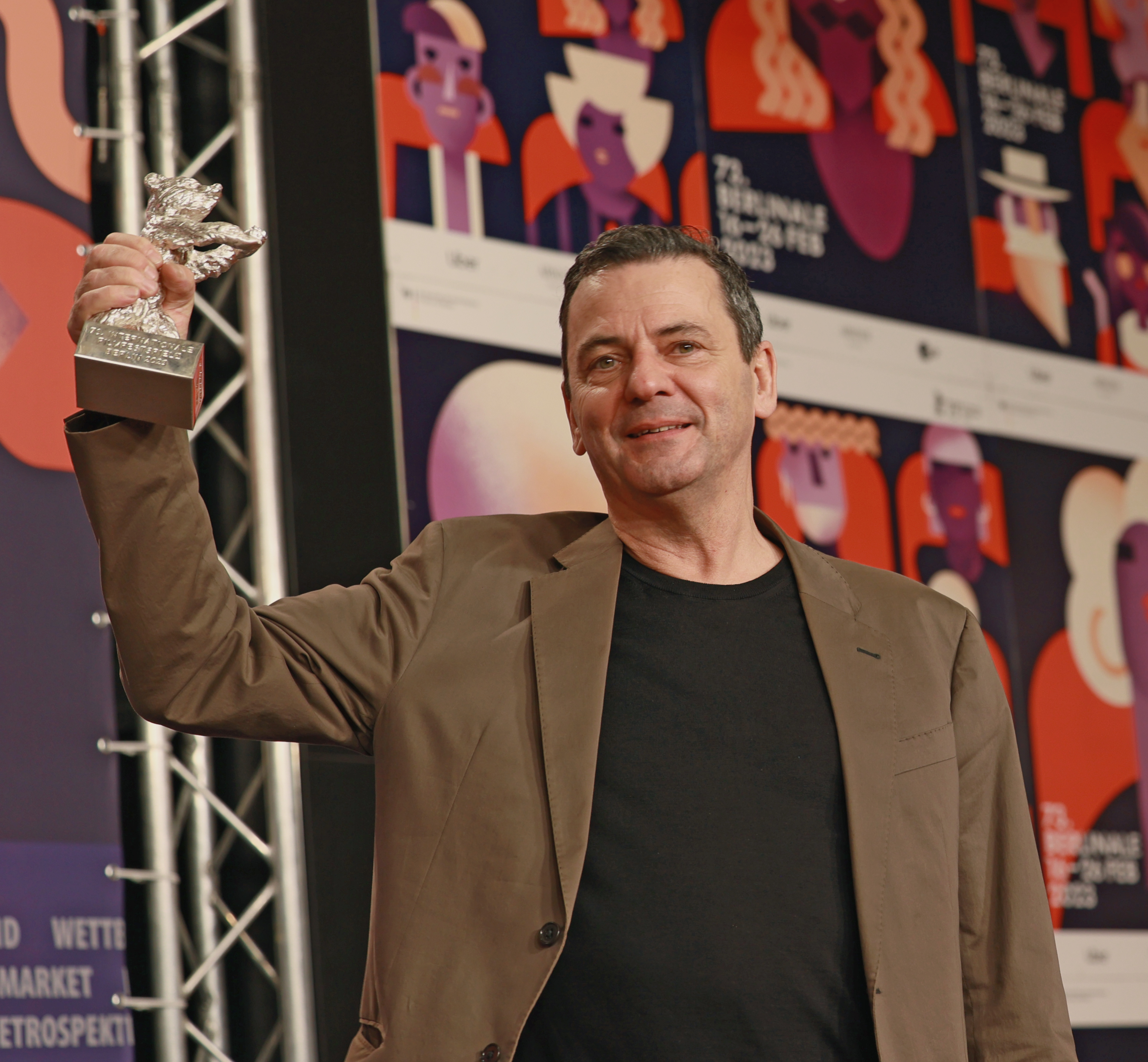
Christian Petzold, lauréat du Grand Prix du Jury Ours d'Argent, Berlinale 2023

Le grand prix du jury (Großer Preis der Jury) ou l’Ours d'argent pour le grand prix du jury (Silberner Bär Großer Preis der Jury) est une récompense attribuée annuellement depuis 1951 à un film de la compétition au Festival de Berlin (connu sous son nom « Berlinale »). C'est la deuxième récompense majeure après l'Ours d'or et la principale catégorie des Ours d'argent.

## Palmarès
Note : avant 1965, l'Ours d'argent extraordinaire était décerné à un réalisateur dont la performance était jugée exceptionnelle.
| Année | Film                                        | Titre original                          | Réalisateur                               | Pays                                   |
| ----- | ------------------------------------------- | --------------------------------------- | ----------------------------------------- | -------------------------------------- |
| 1965  | Le Bonheur                                  |                                         | Agnès Varda                               | France                                 |
| 1965  | Répulsion                                   | Repulsion                               | Roman Polanski                            | Royaume-Uni                            |
| 1966  | Chasse aux renards interdite                | Schonzeit für Füchse                    | Peter Schamoni                            | Allemagne de l'Ouest                   |
| 1966  | Jakten                                      |                                         | Yngve Gamlin                              | Suède                                  |
| 1967  | Alle Jahre wieder                           |                                         | Ulrich Schamoni                           | Allemagne de l'Ouest                   |
| 1967  | La Collectionneuse                          |                                         | Éric Rohmer                               | France                                 |
| 1968  | Innocence sans protection                   | Nevinost bez zastite                    | Dušan Makavejev                           | Yougoslavie                            |
| 1968  | Signes de vie                               | Lebenszeichen                           | Werner Herzog                             | Allemagne                              |
| 1968  | Come l'amore                                |                                         | Enzo Muzii                                | Italie                                 |
| 1971  | Le Décaméron                                | Il Decameron                            | Pier Paolo Pasolini                       | Italie                                 |
| 1972  | L'Hôpital                                   | The Hospital                            | Arthur Hiller                             | États-Unis                             |
| 1973  | Il n'y a pas de fumée sans feu              |                                         | André Cayatte                             | France / Italie                        |
| 1974  | L'Horloger de Saint-Paul                    |                                         | Bertrand Tavernier                        | France                                 |
| 1975  | Dupont Lajoie                               |                                         | Yves Boisset                              | France                                 |
| 1975  | Overlord                                    |                                         | Stuart Cooper                             | Royaume-Uni                            |
| 1976  | Canoa                                       |                                         | Felipe Cazals                             | Mexique                                |
| 1977  | Le Diable probablement                      |                                         | Robert Bresson                            | France                                 |
| 1978  | La Chute                                    | A Queda                                 | Ruy Guerra et Nelson Xavier               | Brésil                                 |
| 1979  | Alexandrie pourquoi ?                       | Iskanderija… lih?                       | Youssef Chahine                           | Égypte                                 |
| 1980  | Pipicacadodo                                | Chiedo asilo                            | Marco Ferreri                             | Italie / France                        |
| 1981  | À la recherche de la famine                 | Akaler Sandhane                         | Mrinal Sen                                | Inde                                   |
| 1982  | Dreszcze                                    |                                         | Wojciech Marczewski                       | Pologne                                |
| 1983  | Eine Saison in Hakkari                      |                                         | Erden Kiral                               | Turquie                                |
| 1984  | Une sale petite guerre                      |                                         | Héctor Olivera                            | Argentine                              |
| 1985  | Szirmok, virágok, koszorúk                  |                                         | László Lugossy                            | Hongrie                                |
| 1986  | La messe est finie                          | La messa è finita                       | Nanni Moretti                             | Italie                                 |
| 1987  | La Mer et le Poison                         | Umi to Dokuyaku                         | Kei Kumai                                 | Japon                                  |
| 1988  | La Commissaire                              | Kommissar                               | Alexandre Askoldov                        | Union soviétique                       |
| 1989  | Wan zhong                                   |                                         | Wu Ziniu                                  | Chine                                  |
| 1990  | Le Syndrome asthénique                      |                                         | Kira Mouratova                            | Union soviétique                       |
| 1991  | Autour du désir                             | La Condanna                             | Marco Bellocchio                          | Italie / Suisse / France               |
| 1991  | Satan                                       | Сатана                                  | Victor Aristov                            | Union soviétique                       |
| 1992  | Chère Emma                                  | Édes Emma, drága Böbe - vázlatok, aktok | István Szabó                              | Hongrie                                |
| 1993  | Arizona Dream                               |                                         | Emir Kusturica                            | États-Unis                             |
| 1994  | Fraise et Chocolat                          | Fresa y chocolate                       | Tomás Gutiérrez Alea et Juan Carlos Tabío | Cuba / Mexique / Espagne               |
| 1995  | Smoke                                       |                                         | Wayne Wang                                | États-Unis                             |
| 1996  | La Beauté des choses                        | Lust och fägring stor                   | Bo Widerberg                              | Suède / Danemark                       |
| 1997  | La Rivière                                  | He liu                                  | Tsai Ming-liang                           | Taïwan                                 |
| 1998  | Des hommes d'influence                      | Wag the Dog                             | Barry Levinson                            | États-Unis                             |
| 1999  | Mifune                                      | Mifunes sidste sang                     | Søren Kragh-Jacobsen                      | Danemark                               |
| 2000  | The Road Home                               | Wo de fu qin mu qin                     | Zhang Yimou                               | Chine                                  |
| 2001  | Beijing Bicycle                             | Shiqi sui de dan che                    | Wang Xiaoshuai                            | Chine                                  |
| 2002  | Grill Point                                 | Halbe Treppe                            | Andreas Dresen                            | Allemagne                              |
| 2003  | Adaptation.                                 |                                         | Spike Jonze                               | États-Unis                             |
| 2004  | Le Fils d'Elias                             | El abrazo partido                       | Daniel Burman                             | Argentine                              |
| 2005  | Paon                                        | Kong que                                | Gu Changwei                               | Chine                                  |
| 2006  | Hors jeu                                    | آفساید                                  | Jafar Panahi                              | Iran                                   |
| 2006  | Soap                                        | En soap                                 | Pernille Fischer Christensen              | Suède / Danemark                       |
| 2007  | El otro                                     |                                         | Ariel Rotter                              | Argentine / Allemagne / France         |
| 2008  | Standard Operating Procedure                |                                         | Errol Morris                              | États-Unis                             |
| 2009  | Everyone Else                               | Alle Anderen                            | Maren Ade                                 | Allemagne                              |
| 2009  | Gigante                                     |                                         | Adrián Biniez                             | Uruguay / Espagne                      |
| 2010  | Si je veux siffler, je siffle               | Eu când vreau să fluier, fluier         | Florin Șerban                             | Roumanie                               |
| 2011  | Le Cheval de Turin                          | A Torinói ló                            | Béla Tarr                                 | Hongrie                                |
| 2012  | Just the Wind                               | Csak a szél                             | Benedek Fliegauf                          | Hongrie / Allemagne / France           |
| 2013  | La Femme du ferrailleur                     | Epizoda u životu berača željeza         | Danis Tanović                             | Bosnie-Herzégovine / Slovénie / France |
| 2014  | The Grand Budapest Hotel                    |                                         | Wes Anderson                              | États-Unis                             |
| 2015  | El club                                     |                                         | Pablo Larraín                             | Chili                                  |
| 2016  | Mort à Sarajevo                             | Smrt u Sarajevu                         | Danis Tanović                             | Bosnie-Herzégovine                     |
| 2017  | Félicité                                    |                                         | Alain Gomis                               | France / Sénégal                       |
| 2018  | Twarz                                       |                                         | Małgorzata Szumowska                      | Pologne                                |
| 2019  | Grâce à Dieu                                |                                         | François Ozon                             | France                                 |
| 2020  | Never Rarely Sometimes Always               |                                         | Eliza Hittman                             | États-Unis                             |
| 2021  | Contes du hasard et autres fantaisies       | Gūzen to sōzō                           | Ryūsuke Hamaguchi                         | Japon                                  |
| 2022  | La Romancière, le Film et le Heureux Hasard | Soseolgaui yeonghwa                     | Hong Sang-soo                             | Corée du Sud                           |
| 2023  | Le Ciel rouge                               | Roter Himmel                            | Christian Petzold                         | Allemagne                              |
| 2024  | La Voyageuse                                | Yeohaengjaui pilyo                      | Hong Sang-soo                             | Corée du Sud                           |

## Récompenses multiples
- 2 : Danis Tanovic